# Niša Saveljić
Nisa Saveljić (en cyrillique : Ниша Савељић), est un footballeur yougoslave puis, monténégrin, né le 27 mars 1970 à Titograd en Yougoslavie, aujourd'hui Monténégro. Il évoluait au poste de défenseur, principalement au Partizan Belgrade, aux Girondins de Bordeaux, et en équipe de Serbie-et-Monténégro. Il est le cousin d'Esteban Saveljich.

## Biographie

### En club
Nisa Saveljić évolue en Yougoslavie et en France.
Il dispute un total de 407 matchs en première division, inscrivant 35 buts, avec notamment 176 matchs en Ligue 1 française, pour dix buts.
Il participe aux compétitions européennes avec les Girondins de Bordeaux, disputant huit matchs en Ligue des champions, et douze en Coupe de l'UEFA.

### En équipe nationale
Avec les espoirs, il dispute la finale du championnat d'Europe espoirs 1990, perdue contre l'Union soviétique.
Nisa Saveljić reçoit 32 sélections en équipe de Serbie-et-Monténégro entre 1995 et 2000, inscrivant un but. Toutefois, seulement 31 sélections sont officiellement reconnues par la FIFA.
Il joue son premier match en équipe nationale le 31 janvier 1995, contre Hong Kong (défaite 1-3 à Hong Kong). Il inscrit son seul et unique but en sélection le 15 novembre 1995, contre le Mexique (victoire 1-4 à Monterrey). Par la suite, le 24 février 1998, il porte le brassard de capitaine, lors d'un match amical contre l'Argentine (défaite 3-1 à Mar del Plata).
Il est ensuite retenu par le sélectionneur Slobodan Santrač afin de participer à la Coupe du monde 1998 organisée en France. Lors du mondial, il ne joue qu'un seul match, contre les Pays-Bas (défaite 2-1 à Toulouse). Deux ans plus tard, le sélectionneur Vujadin Boškov le retient afin de disputer l'Euro 2000 qui se déroule en Belgique et aux Pays-Bas. Il joue trois matchs lors de cette compétition : contre la Norvège, l'Espagne, et les Pays-Bas. Ce sont ses derniers matchs en équipe nationale.

### Vie personnelle
Il possède la nationalité française depuis 2003. Son fils Nicolas, né à Bordeaux, est international monténégrin de water-polo. Il évolue actuellement aux États-Unis, au sein de l'université UCLA.

## Palmarès
- Finaliste du championnat d'Europe espoirs en 1990 avec l'équipe de Yougoslavie espoirs
- Champion de France en 1999 avec les Girondins de Bordeaux
- Finaliste de la Coupe de la Ligue en 1998 avec les Girondins de Bordeaux et en 2003 avec le FC Sochaux-Montbéliard
- Champion de Yougoslavie en 1996 et 1997 avec le FK Partizan Belgrade
- Vice-champion de Yougoslavie en 1995 et 2001 avec le Partizan Belgrade
- Vice-champion de Serbie-et-Monténégro en 2006 avec le Partizan Belgrade
- Vice-champion de Serbie en 2007 avec le Partizan Belgrade
- Vainqueur de la Coupe de Yougoslavie en 2001 avec le Partizan Belgrade
- Finaliste de la Coupe de Yougoslavie en 1996 avec le Partizan Belgrade